# George White (Filmeditor)
George White (* 20. August 1911 in Los Angeles, Kalifornien; † 15. Februar 1998 in Woodland Hills, Los Angeles, Kalifornien) war ein US-amerikanischer Filmeditor, der einmal für einen Oscar für den besten Schnitt nominiert war.

## Leben
White begann seine Laufbahn 1936 als Editor in der Filmwirtschaft Hollywoods bei dem von Reginald Le Borg inszenierten Kurzfilm No Place Like Rome mit Frank Albertson und Suzanne Kaaren. Während seiner bis 1967 dauernden Karriere war er für den Filmschnitt von fast sechzig Produktionen verantwortlich.
Bei der Oscarverleihung 1948 wurde White für den Oscar für den besten Schnitt für das von Victor Saville inszenierte Filmdrama Taifun (Grand Dolphin Street, 1947) mit Lana Turner, Richard Hart und Van Heflin nominiert.
Zusammen mit Phil Victor führte White bei dem 1957 entstandenen Mysteryfilm My Gun Is Quick mit Robert Bray, Whitney Blake und Patricia Donahue auch Regie.
Seine Tochter ist die Schauspielerin Denise Winsor, deren Kinder Holly Winsor als Artdirectorin und Szenenbildnerin und Christopher Winsor ebenfalls als Schauspieler tätig ist. Auch sein Großneffe Joshua Brian Pierce arbeitet als Produktionsassistent in der Filmindustrie.

## Filmografie (Auswahl)
- 1943: Bataan
- 1945: Urlaub für die Liebe (The Clock)
- 1945: Yolanda und der Dieb (Yolanda and the Thief)
- 1946: Im Netz der Leidenschaften (The Postman Always Rings Twice)
- 1947: Taifun (Grand Dolphin Street)
- 1948: B.F.’s Daughter
- 1949: Lassie in Not (Challenge to Lassie)
- 1950: Das Raubtier ist los! (The Reformer and the Redhead)
- 1950: Mein Leben gehört mir (A Life of Her Own)
- 1952: Verkauft und verraten (The Sellout)
- 1953: Nackte Gewalt (The Naked Spur)
- 1953: Du und keine andere (Dream Wife)
- 1953: Vorhang auf! (The Band Wagon)
- 1954: Der silberne Kelch (The Silver Chalice)
- 1955: Eine Stadt geht durch die Hölle (The Phenix City Story)
- 1956: Der Held von Texas (The First Texan)
- 1956: Die Schlucht des Grauens (Canyon River)
- 1957: Die Monte Carlo Story (Monte Carlo)
- 1958: Männer, die in Stiefeln sterben (Man from God’s Country)
- 1958: Jonny schießt nur links (Gunsmoke in Tucson)
- 1958: Im Dschungel der Großstadt (Johnny Rocco)
- 1959: Fest im Sattel (King of the Wild Stallions)
- 1960: Stoßtrupp Saipan (Hell to Eternity)
- 1961: Der tanzende Gangster (The George Raft Story)
- 1963: Revolverhelden von Wyoming (Cattle King)
- 1965: SS-X-7 – Panik im All (Mutiny in Outer Space)
- 1966: Verhängnisvolle Fracht (The Navy vs. the Night Monsters)
- 1967: Der gnadenlose Ritt (A Time for Killing)